# Il Vernacoliere
Livornocronaca – il Vernacoliere, o più semplicemente il Vernacoliere, è - come esplicitato sotto la testata - un «mensile di satira, umorismo e mancanza di rispetto in vernacolo livornese e in italiano». È pubblicato a Livorno, ed è diretto da Mario Cardinali che lo ha fondato nel 1961 come "Livorno Cronaca", settimanale di controinformazione, poi divenuto un mensile di satira dal 1982.
Nonostante la rivista sia dichiaratamente satirica, spesso ospita articoli di critica ed analisi di interesse generale non satirici, come ad esempio l'editoriale del direttore Mario Cardinali o gli articoli di altri collaboratori, scritti prevalentemente in lingua italiana.

## Storia

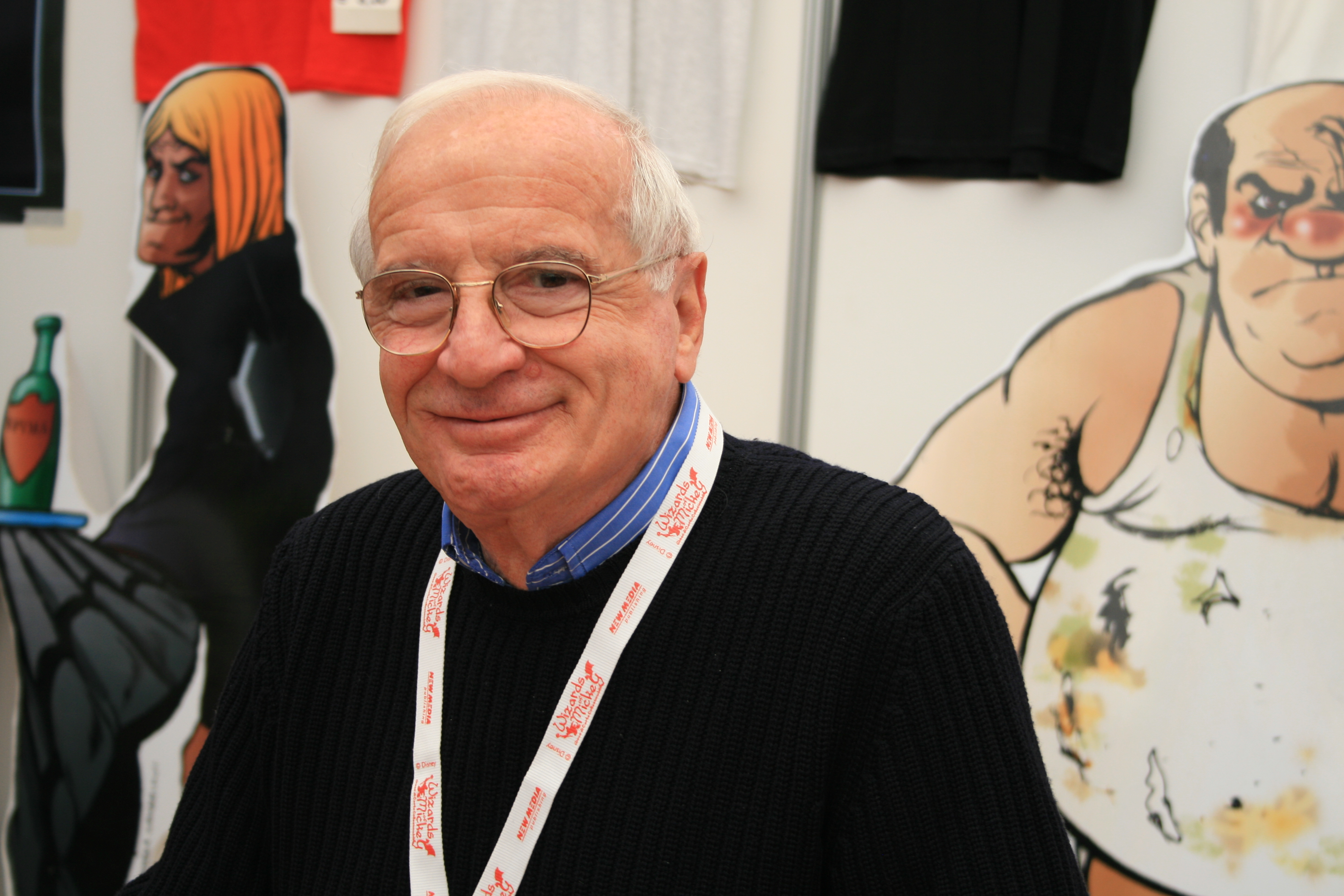
Il direttore ed editore del Vernacoliere Mario Cardinali

La rivista trae origini dal periodico locale di controinformazione libertaria Livornocronaca, settimanale dal 1961 al 1969, quindicinale fino al 1972 e infine mensile col sottotitolo "il Vernacoliere", divenuto poi semplicemente il Vernacoliere nel 1982, soprattutto ad opera del direttore-editore Mario Cardinali e del disegnatore Max Greggio.
In questa nuova forma satirica, la rivista adotta il vernacolo livornese per alcuni articoli satirici e per buona parte delle vignette e delle storie a fumetti, e l'italiano per gli editoriali, per alcuni articoli d'opinione e per la maggior parte delle vignette. La diffusione, da regionale toscana, è divenuta successivamente interregionale (sette regioni del centro-nord), anche se limitata alle maggiori città.
Secondo quanto dichiarato nel sito della rivista «la tiratura media è attualmente (2014) di 36mila copie a numero, diffuse nelle edicole di tutta la Toscana» e in parte di alcune regioni centro-settentrionali, con migliaia di abbonati in tutta Italia e all'estero. «La vendita delle copie è l'unica fonte di reddito del Vernacoliere, sul quale è praticamente assente la pubblicità per una precisa scelta editoriale». Nel 1995 al direttore del Vernacoliere è stato assegnato il "Premio internazionale di Satira politica di Forte dei Marmi".
Molti fra gli articoli satirici e tutte le locandine scritte da Mario Cardinali per il Vernacoliere fino al 2009 si ritrovano in sette volumi: due pubblicati da Ponte alle Grazie (Ambrogio ha trombato la contessa nel 1995 e Politicanti, politiconi e altrettante rotture di coglioni nel 1996), due dalle Edizioni Piemme (L'Italia del Vernacoliere. È tutta un'altra storia nel 2005 e I comandamenti del Vernacoliere. Trombare meno, trombare tutti nel 2006), e tre dalla Mario Cardinali Editore srl (Quando a Rambo ni ciondolava l'uccello - 2009, Berlusconi cià rotto i coglioni - 2010, e Era meglio un Papa pisano - 2012).
Fra gli argomenti del passato più ricorrenti nelle pagine del Vernacoliere ci sono la topa, vera e propria "categoria kantiana" nell'universo filosofico del Vernacoliere e i pisani, visti come paradigma della stupidità umana, e questo non perché il pisano sia veramente stupido, ma perché il campanilismo livornese è legato contro i pisani alla classica polemica anticontadina, dove Pisa è vista come terra di soli Gósti, dove Gósto è il contadino, classico simbolo di ignoranza, taccagneria e dabbenaggine. Altri argomenti/tormentoni del Vernacoliere sono i politici, di ogni schieramento, in particolare quelli al governo (nazionale o locale), satireggiati in varie occasioni della loro attività; i "poveracci", intesi non solo come coloro che devono arrangiarsi a campare unicamente del proprio lavoro ma anche come tutti quei normali cittadini abitudinariamente soggetti di doveri più che di diritti, quotidianamente alle prese con i problemi di lavoro, famiglia, salute, tasse, carovita, vecchiaia, ambiente e tanti altri tormenti d'ogni giorno; le guerre e i militari, satiricamente trattati in chiave libertaria, laica e pacifista; i papi e i preti, visti in chiave anticlericale. Argomento tradizionale della satira e dell'umorismo del Vernacoliere sono anche gli eventi sociali più notevoli.

## Le locandine
Le locandine del giornale in vernacolo livornese, irriverenti e sboccate, sono spesso costruite rovesciando la tradizionale tecnica di montare il commento satirico sul fatto, e inventando invece un fatto grottesco a satira della realtà. Sono diventate un vero e proprio fenomeno di costume e sono comunemente esposte nelle edicole di tutta la Toscana e di alcune grandi città italiane.

## Vicende giudiziarie
Nel gennaio 1984 il direttore del Vernacoliere venne denunciato per offesa al pudore, a seguito di un'irriverente locandina che, satireggiando sulla Socof (Sovrimposta Comunale sui Fabbricati, che poi sarebbe diventata l'Imposta comunale sugli immobili o ICI), annunciava la prossima istituzione di una surreale Sovrimposta Governativa sulla Topa (Sogot). Il tribunale mandò assolto Cardinali "perché il fatto non costituisce reato". Trionfante, il giornale satirico titolò nel febbraio 1984 La topa non è reato.

## Collaboratori ed ex collaboratori
- Max Greggio - fumettista (soggettista e disegnatore), già autore delle copertine e creatore di personaggi famosi, fra cui Budiulik, la Nonna bionica, il Troiantropo, Alvaro il laido e molti altri.
- Federico Maria Sardelli - fumettista (soggettista e disegnatore), rubricista, creatore di personaggi famosi, fra i quali il Bibliotecario, il Paglianti, Omar e tanti altri. Musicista e musicologo.
- Andrea Camerini - fumettista (soggettista e disegnatore) e regista, creatore del personaggio "Il Troio".
- Ettore Ferrini - autore delle rubriche fisse "Pensieri in ironia" e "Famiglia Padana", vignettista.
- Fabio Nocchi - vignettista (soggettista e disegnatore), autore delle rubriche "Devoti con Brio" e "Rozza Psicosomatica".
- Tommaso Eppesteingher - vignettista, disegnatore di tavole a fumetti, realizza le copertine della rivista e dell'annuario.
- Guido Amato - vignettista (soggettista e disegnatore), ex disegnatore delle copertine.
- Enrico Occupati (aka Kutoshi Kimimo) - vignettista (soggettista e disegnatore).
- Marco Citi - fumettista (soggettista e disegnatore), creatore del personaggio Porchettaro Notturno.
- Mario D'Imporzano (Dimpo) - vignettista (soggettista e disegnatore), autore di "Gualtiero il Puttaniero"
- Fabrizio Amore Bianco - fumettista (soggettista e disegnatore).
- Paolo Piazzesi - autore della rubrica "Le fiorentinate di Paolino".
- Pardo Fornaciari - autore della rubrica "Preti & C."
- Maria Turchetto - rubricista, filosofa, direttrice de L'Ateo, autrice di recensioni e vignette.
- Claudio Marmugi - autore della rubrica fissa "Mondodimerda" e sceneggiatore di tavole a fumetti.
- Mauro Raiola & Luca Filipponi - vignettisti.
- Francesco Natali - vignettista (soggettista e disegnatore).
- Veronica Tinucci - Autrice della rubrica "Verosimile".
- Alberto Magnolfi - vignettista (soggettista e disegnatore).
- Francesca Fontanelli - autrice di "Femminile".
- Alberto Pagliaro - vignettista (soggettista e disegnatore), creatore di Una storia partigiana.
- Egle Bartolini - vignettista e fumettista.
- Simone Frosini (Simon) - vignettista (soggettista e disegnatore).
- Paride Puglia - vignettista (soggettista e disegnatore).
- Luca Ricciarelli - vignettista (soggettista e disegnatore).
- Fabio Pecorari - vignettista (soggettista e disegnatore).
- Fabrizio Pani (Panif) - vignettista (soggettista e disegnatore).
- Duccio Panzani - vignettista (soggettista e disegnatore).
- Giuliano Lemmi - vignettista (soggettista e disegnatore).
- Luca Ceccherini (Cek) - vignettista (soggettista e disegnatore).
- Dario Di Simone (Darix) - vignettista (soggettista e disegnatore).
- Maurizio Fei - vignettista (soggettista e disegnatore).
- Gabriele Di Caro - vignettista (soggettista e disegnatore), autore di tavole a fumetti.
- Francesco Celi (Pilec) - vignettista (soggettista e disegnatore).
- Giancarlo Landi - vignettista (soggettista e disegnatore).
- Alfonso Biondi - autore de "Le Biondate".
- Andrea Rovati - vignettista (soggettista e disegnatore), creatore del personaggio "Gesù Due".
- Valentino Menghi - vignettista (soggettista e disegnatore).
- Filippo Pieri - vignettista (soggettista e disegnatore), creatore di Cronache da Kiev

Fra gli ex collaboratori e i collaboratori sporadici ci sono Daniele Caluri (già disegnatore delle copertine e creatore dei personaggi Fava di Lesso, Luana, Nedo e disegnatore di Don Zauker); Emiliano Pagani, (creatore dei personaggi della Famiglia Quagliotti e sceneggiatore di Don Zauker); Wanda Canfori, David Lubrano, Arrigo Melani, Ettore Borzacchini, Andrea Simoncini, Maurizio Fontanelli, Gabriele Becchere, Valerio Fiorini, Francesco Dotti, Alessio Atrei, Antonio Intermite, Marco Tonus, Paolo "Pablito" Morelli, Giuseppe Del Greco, Alberto Severi, Maurizio Cecchini, Valerio Griselli, Ivo Ciucci, Luca Bernardini, Leopoldo Terreni, Titti Colucci, Gianfranco Martuscelli, Pier Luigi Impedovo, Emiliano Gucci, Marco Vicari* Stefano Giudice - creatore/disegnatore del personaggio Gaia,* Emanuele Quantestorie - vignettista (soggettista e disegnatore), * Antonio Ursini (Zurum) - vignettista (soggettista e disegnatore), creatore del personaggio Verna, * Umberto Romaniello - vignettista (soggettista e disegnatore).